# 힌터레스 피셔호른
힌터레스 피셔호른(Hinteres Fiescherhorn)은 스위스 베른 알프스의 정상이며, 그로스 피셔호른과 클라이네스 피셔호른을 만들어가 간다. (힌터는 독일어로 ‘뒤’라는 의미) 이 봉우리는 스위스 베른주의 경계 근처인 발레주에 위치해 있다.